# Бор (Лодейнопольский район, на реке Капше)
Бор — деревня в Алёховщинском сельском поселении Лодейнопольского района Ленинградской области.

## История
В конце XIX — начале XX века деревня административно относилась к Куневичской волости 2-го стана 2-го земского участка Тихвинского уезда Новгородской губернии.

БОР — деревня Боровского сельского общества, число дворов — 18, число домов — 27, число жителей: 49 м. п., 49 ж. п.; 

Занятие жителей — земледелие. Река Капша. (1910 год) 

С 1917 по 1918 год деревня Бор входила в состав Куневичской волости Тихвинского уезда Новгородской губернии.
С 1918 года в составе Череповецкой губернии.
С 1924 года в составе Капшинской волости.
С 1927 года в составе Капшинского района.
С 1928 года в составе Курикинского сельсовета Оятского района. В 1928 году население деревни Бор составляло 117 человек.
Согласно карте Ленинградской области Северо-западного аэрогеодезического треста ГГУ издания 1932 года деревня насчитывала 14 крестьянских дворов.
По данным 1933 года деревня Бор входила в состав Курикинского сельсовета Оятского района.

Деревня Бор на карте РККА 1940 года

С 1955 года в составе Лодейнопольского района.
В 1961 году население деревни Бор составляло 84 человека.
С 1963 года в составе Пирозерского сельсовета.
По данным 1966 и 1973 годов деревня Бор также входила в состав Пирозерского сельсовета.
По данным 1990 года деревня Бор входила в состав Тервенического сельсовета.
В 1997 году в деревне Бор Тервенической волости проживали 13 человек, в 2002 году — 15 человек (русские — 93 %).
В 2007 году в деревне Бор Алёховщинского СП проживали 8 человек, в 2010 году — 7, в 2014 году — 8 человек.

## География
Деревня расположена в юго-западной части района на автодороге 41К-648 (подъезд к дер. Середка), к юго-востоку от автодороги 41А-009 (Лодейное Поле — Чудово).
Расстояние до административного центра поселения — 35 км.
Расстояние до ближайшей железнодорожной станции Лодейное Поле — 81 км.
Деревня находится на левом берегу реки Капша.

## Демография
| 1910 | 1997 | 2007 | 2010 | 2014 | 2015 | 2016 |
| ---- | ---- | ---- | ---- | ---- | ---- | ---- |
| 98   | ↘13  | ↘5   | ↗7   | ↗8   | →8   | →8   |
| 2017 |      |      |      |      |      |      |
| ↗9   |      |      |      |      |      |      |

Национальный состав
Согласно данным Всероссийской переписи населения 2021 года в деревне проживали 16 человек, из них русские — 15, эстонцы — 1 человек.

## Инфраструктура
На 1 января 2014 года в деревне было зарегистрировано: хозяйств — 3, частных жилых домов — 12
На 1 января 2015 года в деревне зарегистрировано: хозяйств — 3, жителей — 8.